# دلالة لفظية وضعية
الدلالة اللفظية الوضعية هي كون اللفظ بحيث متى أطلق أو تخيل فهم منه معناه، للعلم بوضعه، وهي المنقسمة إلى المطابقة، والتضمن، والالتزام؛ لأن اللفظ الدال بالوضع يدل على تمام ما وضع له بالمطابقة، وعلى جزئه بالتضمن، وعلى ما يلزمه في الذهن بالالتزام؛ كالإنسان فإنه يدل على تمام الحيوان الناطق بالمطابقة، وعلى جزئه بالتضمن، وعلى قابل العلم بالالتزام.

## دلالة المطابقة
دلالة المطابقة هي دلالة اللفظ على المعنى الموضوع له، أو موافقة المعنى للفظ.
ويستخدمها الناس في كثير من الأوقات على مدار اليوم، ولاتحتاج جهداً كبيراً من الدماغ لاستيعابها.
مثال: دلالة البيت على جميع اجزائه كالباب، والنافذة، والجدار، هي دلالة مطابقة.

## دلالة التضمن
دلالة التضمن هي دَلالَةُ اللَّفْظِ على جُزْءِ مُسمّاه الذي هو في ضِمْنِ كُلِّهِ، وسُمِّيت بِذلِك لتَضَمُّنِ المَعنى لِجُزْءِ المَدلولِ، أو لِكَوْنِ الجُزْءِ في ضِمْنِ المَعنى المَوضُوعِ لَهُ.
مثال: دلالة البيت على الباب فقط، أو على النوافذ والجدار فقط دون الباب هي دلالة تضمن.

## دلالة الالتزام
دلالة الالتزام هي دَلالَةُ اللَّفْظِ على ما يَلْزَمُ عنه؛ بِحَيثُ يَلْزَمُ مِن فَهْمِ المَعنى المُطابِقِ فَهْمَ ذلك الخارِجِ اللاّزِمِ.
مثال: دلالة البيت على «البَنّاء» هي دلالة إلتزام.